# Option premium
|  | Per a altres significats, vegeu «Prima». |

Option premium (en català: Prima d'una opció o preu d'una opció) és la cotització i el preu que s'ha de pagar per comprar un contracte d'opció.
A diferència dels contractes de futurs, la prima d'una opció no és una garantia de dipòsit sinó que s'està realitzant un compra d'un dret a exercir l'opció, de manera que un cop comprada l'opció pagant la seva prima aquesta quantitat ja no és retornable. Per tant, no importa si finalment s'exerceix el dret que dona l'opció, doncs la compra del dret s'ha realitzat de manera efectiva i la decisió final que prengui l'especulador amb aquest dret que ha adquirit només li afecta a ell. La prima o preu d'una opció varia al llarg del temps segons unes variables específiques o les condicions generals del mercat. Si en el mercat hi ha molta volatilitat, les primes de les opcions augmenten lògicament, doncs augmenta la probabilitat que finalment l'opció es pugui exercir; en cas contrari, en un mercat lateral, una opció que està out-of-the-money és molt poc probable que torni a estar in-the-money. Quant a les variables intrínseques que afecten la prima d'una opció, són principalment la diferència entre l'spot price dels subjacent i l'strike price de l'opció, així com el temps que resta pel venciment.